# Miagrammopes similis
Miagrammopes similis là một loài nhện trong họ Uloboridae.
Loài này thuộc chi Miagrammopes. Miagrammopes similis được Wladislaus Kulczynski miêu tả năm 1908.